# Història de Bòsnia i Hercegovina

Bòsnia i Hercegovina

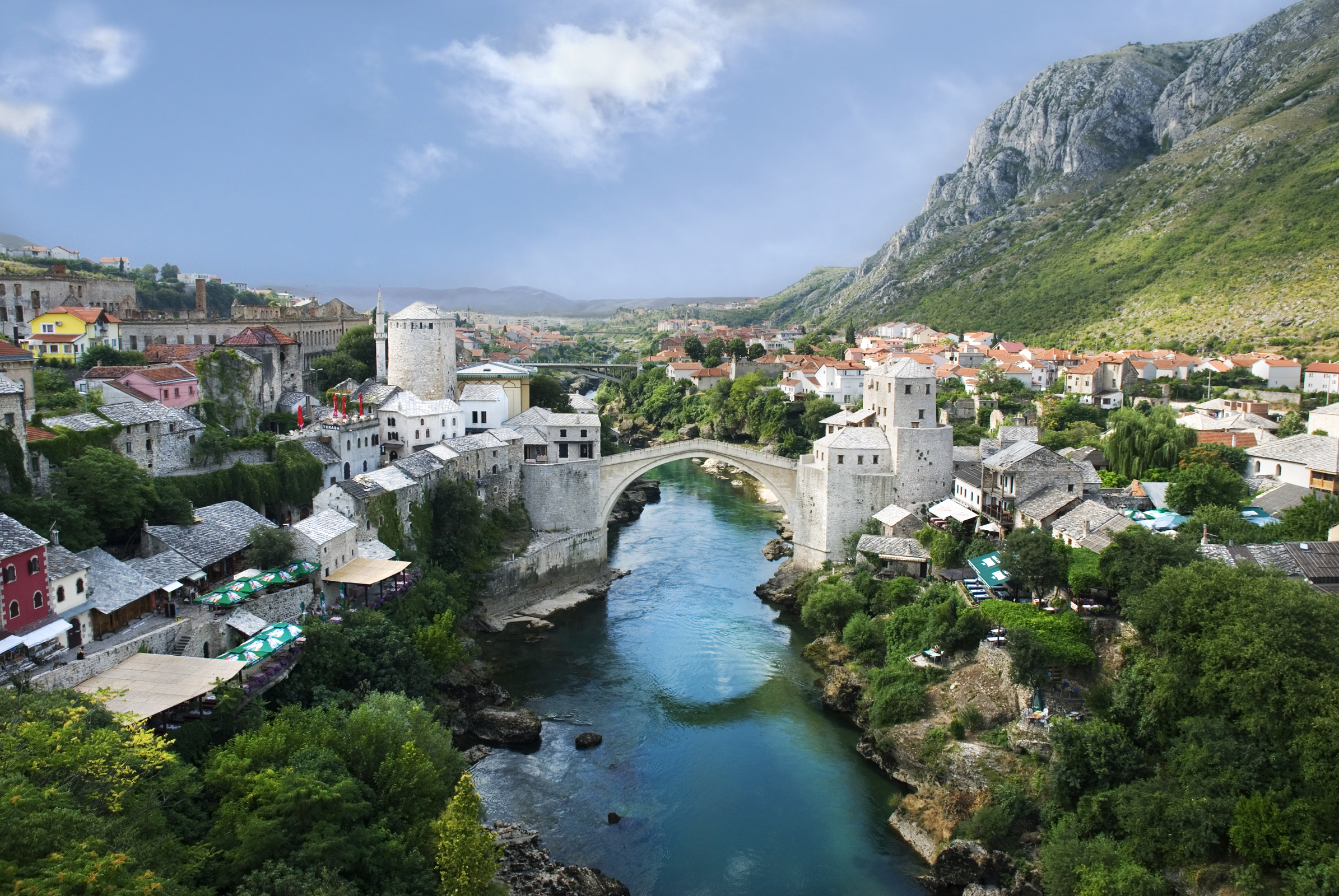
Vista panoràmica de Mostar

Bòsnia i Hercegovina ha estat un país compost per pobles il·liris i governat per diferents ens d'Europa i dels Balcans. En un principi, província de l'Imperi Romà, més tard estat independent medieval fronterer per l'oest amb el cristianisme occidental, es reuní després amb el món islàmic gràcies a la seua conquesta per part de l'Imperi Otomà. Nació testimoni de la rivalitat entre turcs i austrohongaresos fins als inicis del segle xx. Més recentment, visqué la creació del projecte iugoslau, l'auge i la caiguda del comunisme, les guerres i la violència ètnica.

## Període preeslau (fins al 958)
Bòsnia i Hercegovina fou densament poblada en el Neolític pels il·liris, un antic poble indoeuropeu que fou poc conegut però que va tindre gran importància a l'Europa central. També foren importants les migracions de celtes en el segle iv aC. Encara que no s'han trobat proves concretes que la regió estiguera poblada per diferents pobles, s'hi parlaven diferents llengües. Però és en l'any 229 aC quan els romans van envair el litoral balcànic de la Mediterrània i començaren les guerres il·líries, que acabaren amb la victòria romana.
Fou precisament en el que avui és Bòsnia i Hercegovina on Roma lliurà una de les batalles més difícils de la seua història des de les guerres púniques, segons descriu l'historiador romà Suetoni. Aquesta va ser la campanya romana contra la revolta de les comunitats indígenes d'Il·líria, coneguda en la història com la revolta dels il·liris, revolta de Pannònia o Batonianum Bellum, aquest últim és el nom de dos líders de les comunitats rebels il·líries, Bato del Daesitiates i Bato de la Breuci.

La revolta il·líria fou causada per la voluntat que tenia l'emperador romà Tiberi de reclutar il·liris per lluitar en la guerra contra els germànics. Els il·liris realitzaren una ferotge resistència a l'exèrcit més poderós de la Terra en aquell moment (el romà) durant quatre anys (de l'any 6 al 9), però finalment foren sotmesos per Roma en l'any 9, tot i que el costat romà va sofrir pèrdues molt grans.

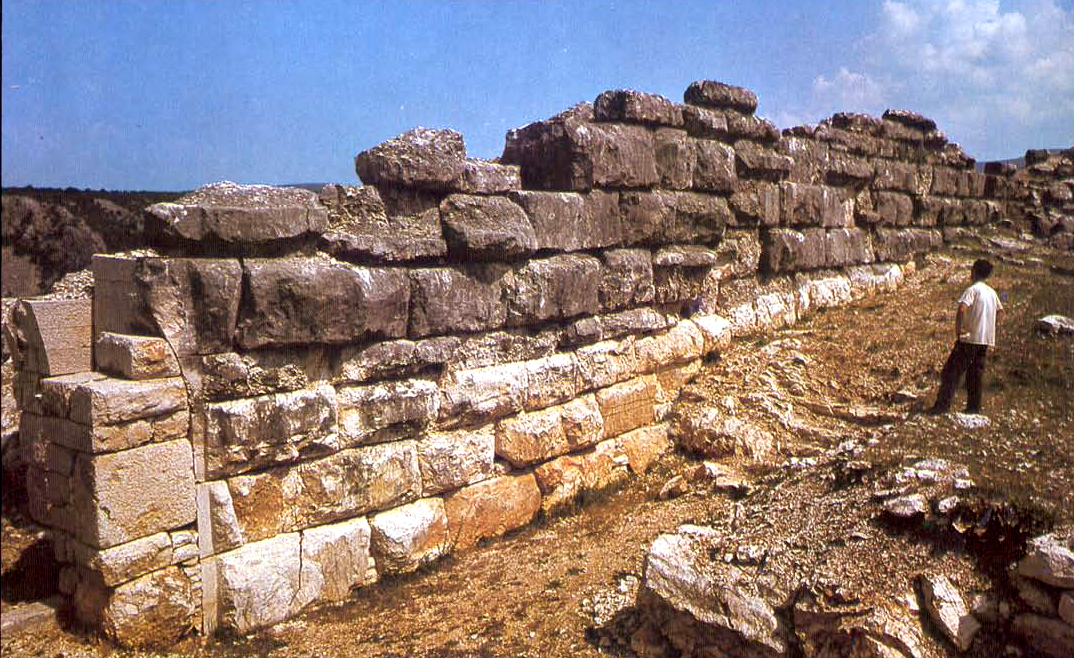
Ruïnes de l'antiga Daorson, prop de la ciutat de Stolac, al sud de Bòsnia i Hercegovina

L'últim reducte d'il·liris, la defensa dels quals va guanyar l'admiració dels historiadors romans, es diu que ha estat el poblat d'Arduba. Bato de Daesitiates va ser capturat i portat a Itàlia. La llegenda diu que quan Tiberi preguntà a Bato de Daesitiates per què s'havien rebel·lat, ell va contestar: "Vostès, els romans, tenen la culpa d'això, per enviar com a guardians dels seus ramats els seus soldats, i tractar-nos a nosaltres com gossos". Bato passà la resta de la seva vida a la ciutat italiana de Ravenna.
En l'època romana, s'incentivà als colons de parla llatina de tot l'Imperi Romà perquè s'establiren a les terres dels il·liris, i als soldats romans se'ls va animar a retirar-se a la regió.
La regió va ser conquistada amb l'ocupació romana i constituïda com a província seva. Després de la divisió de l'Imperi Romà (entre el 337 i 395) Il·líria, Dalmàcia i Pannònia van passar a formar part de l'Imperi Romà d'Occident. Més tard, va ser conquerida pels ostrogots l'any 455, encara que canvià contínuament de mans entre els alans i els huns. En el segle vi, l'emperador Justinià I havia reconquerit l'àrea per a l'Imperi Romà d'Orient. Finalment, els il·liris van ser conquerits pels àvars al segle vi.

## Època medieval (958-1463)

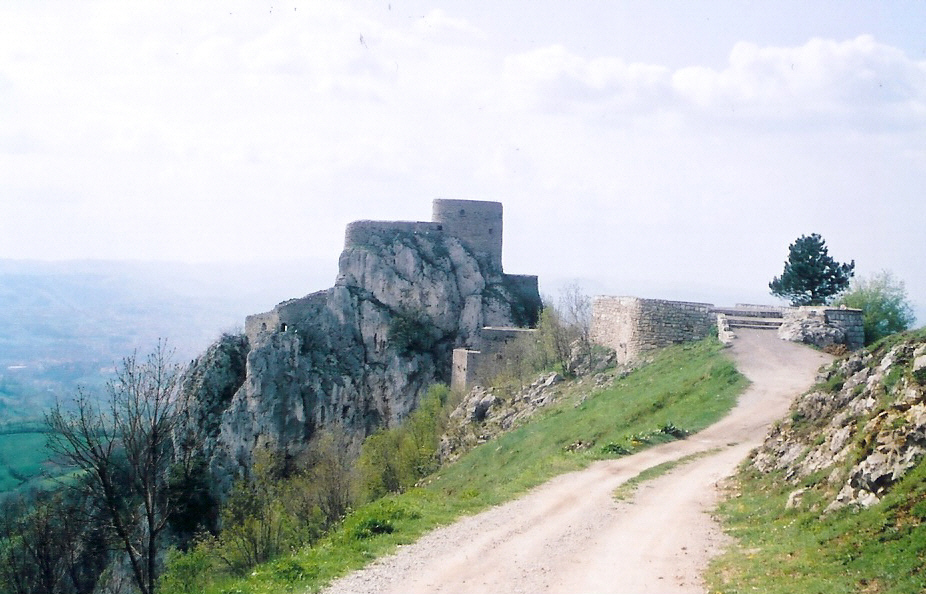
Castell de Srebrenica

El coneixement en l'actualitat de la situació política dels Balcans occidentals durant l'alta edat mitjana és incompleta i confusa. Això no obstant, se sap amb certesa que en arribar-hi els eslaus portaren amb ells una estructura social que s'enfonsà i donà pas al feudalisme introduït pels francs a la zona, a finals del segle ix. També fou en aquesta època quan els il·liris foren cristianitzats. Bòsnia i Hercegovina, per la seva posició geogràfica i característiques del terreny, fou una de les últimes àrees a passar per aquest procés, que probablement s'originà als centres urbans al llarg de la costa dàlmata.
Al llarg dels segles novè i desè, els principats de Sèrbia (sota control de l'Imperi Romà d'Orient) i Croàcia (controlada per l'Imperi Austrohongarès) entraren diverses vegades en disputa per prendre el control de Bòsnia i Hercegovina. Després de molts canvis de govern, Bòsnia es trobà fora del control de tots dos, i va sorgir com un estat independent amb sistema monàrquic.
El primer rei de Bòsnia fou Ban Bòric. El segon a regnar fou Ban Kulin, el govern del qual marcà l'inici d'una controvèrsia amb l'Església de Bòsnia (una secta indígena considerada herètica per l'Església catòlica romana), que tenia el permís de Ban Kulin per entrar en les decisions de govern. En resposta, Àustria-Hongria (que mantenia aspiracions sobiranes sobre el país), pressionà Roma perquè expulsara l'Església de Bòsnia. En vista d'aquestes accions, Ban Kulin feu un consell de líders de l'Església local amb l'objectiu que renunciaren al catolicisme adoptat el 1203. Finalment, les esperances d'ambdós no tiraren endavant. Malgrat això, les ambicions sobiranes de l'Imperi Austrohongarès es mantenien sense canvis molt després de la mort de Kulin, el 1204, i desaparegueren només després d'una invasió sense èxit el 1254.
La història de Bòsnia des de llavors fins a principis del segle xiv es caracteritzà per la lluita de poder entre les principals famílies de la noblesa, principalment entre els Subic i els Kotromanic. El conflicte acabà el 1322, quan un dels Kotromanić es convertí en Ban amb el nom d'Esteve I de Sèrbia. En el moment de la seva mort, el 1353, i després d'un gran esforç per part de tots els estaments de la societat bosniana, Bòsnia s'annexionà territoris del nord i de l'oest, així com Zahumlje i parts de Dalmàcia. Esteve II fou succeït pel seu nebot Tvrtko que, després d'una prolongada lluita amb la noblesa i a més a més entre les altres famílies, va obtindre el control complet del país el 1367. Tvrtko es coronà el 26 d'octubre de 1377 com a Esteve II rei de Bòsnia, Raška, Dalmàcia i Croàcia.
Sobre la base d'evidències arqueològiques, se sap que Tvrtko fou coronat a l'església de la vila de Milla (prop de Visoko), que fou construïda en l'època del regnat d'Esteve I, i on després fou enterrat al seu costat. Després de la seva mort el 1391, però, Bòsnia va caure en un llarg període de declivi. L'Imperi Otomà ja havia començat la conquesta d'Europa, que plantejà una greu amenaça als Balcans durant la primera meitat del segle xv. Finalment, després de dècades d'inestabilitat política i social, el Regne de Bòsnia va deixar d'existir el 1463 i fou absorbit pels turcs otomans.

## Època otomana (1463-1878)
La conquesta otomana de Bòsnia marcà una nova era en la història del país i va introduir canvis dràstics en el panorama polític i, sobretot, cultural i religiós de la zona. Els otomans van permetre la preservació de la identitat com a poble amb la incorporació de Bòsnia com a integrant d'una província de l'Imperi Otomà amb el seu nom històric i la integritat territorial, un cas únic entre els estats sotmesos als Balcans.

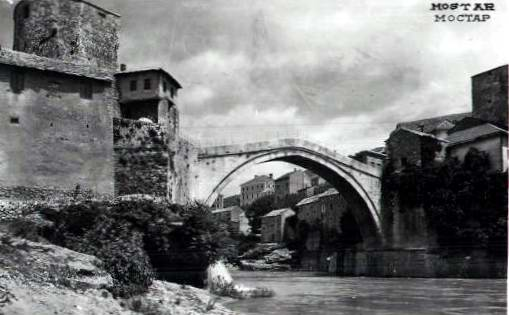
Imatge antiga del pont Vell de Mostar

Dins de Bòsnia, els otomans van introduir una sèrie de canvis fonamentals en la gestió sociopolítica del territori, inclòs un sistema de tinença de la terra nova, una reorganització de les unitats administratives i un complex sistema de diferenciació social de pertinença de classe i religió.
Els tres segles de domini otomà també van tenir un fort impacte sobre la població de Bòsnia, que va canviar diverses vegades com a resultat de les freqüents guerres amb les altres potències europees, les conquestes de l'imperi (i com a conseqüència, les migracions que afectaren greument l'economia i provocaren moltes epidèmies). Amb el pas del temps i com a resultat de les polítiques demogràfiques otomanes, el perfil d'habitant nadiu es convertí en musulmà de parla eslava.
Les comunitats cristianes de Bòsnia també van experimentar canvis importants. Els franciscans de Bòsnia, i en general la població catòlica, van ser discriminats per decret imperial oficial. Això no obstant, la comunitat ortodoxa (principalment assentada a Hercegovina i Podrinje) va mantindre els seus privilegis a Bòsnia. Mentrestant, la cismàtica Església de Bòsnia va desaparèixer per complet. A partir del segle xvii, el país va passar a viure una relativa situació de prosperitat fins a finals del segle xix.
A mesura que l'Imperi Otomà continuà estenent el seu domini als Balcans després de la conquesta de Rumèlia, Bòsnia i Hercegovina es va sentir una mica més alleujada de la pressió de ser una província fronterera, i experimentà un període de benestar general. Un nombre de ciutats, com Sarajevo i Mostar, s'establiren i es convertiren, a nivell regional, en centres comercials i de cultura urbana i foren visitades pel viatger turc Evliya Çelebi el 1648. Dins d'aquestes ciutats, diversos soldans otomans finançaren la construcció de moltes obres d'arquitectura de Bòsnia, com la primera biblioteca a Sarajevo, madrasses, l'escola de filosofia sufi i la torre del rellotge de Sahat Kula, juntament amb moltes altres estructures culturals importants, com ponts (de Stari) o mesquites (com la del tsar Husrev-Beg i la de Gazi).
D'altra banda, alguns bosnians van tenir un paper influent en la història cultural i política de l'Imperi Otomà durant aquest temps. Els turcs reclutaren un gran nombre de persones per a les files otomanes en la batalla del camp de Krbava en 1497 i la batalla de Mohács en 1687. Per l'èxit de la inclusió de bosnians en les tropes musulmanes, alts càrrecs militars foren ocupats per habitants de Bòsnia i Hercegovina, incloent-hi almiralls com Matrakçi Nasuh; generals com Isa-Beg Isakovic i Tellier Hasan Pasha, administradors com Sokolovic-Ferhat Passa i Gradascevic Osman, i grans visirs com ara l'influent Sokolovic Mehmed Passa. També alguns bosnians es convertiren en grans estudiosos, com Ali Dzabic, i en poetes en diferents llengües com el turc, l'albanès, l'àrab i el persa.
No obstant això, a finals del segle xvii, les penúries militars de l'imperi afectaren directament l'aristocràcia bosniana. Les pèrdues militars desembocaren en pèrdues econòmiques per al govern d'Istanbul i provocaren un augment dels impostos als burgesos, i hi crearen un descontent creixent. És el moment de la Gran Guerra turca, que finalitzà amb el tractat de Karlowitz el 1699, i el segle següent fou marcat per més fracassos militars, nombroses revoltes a Bòsnia i diversos esclats de pesta. Això es combinà amb l'hostilitat causada pels naixents estats cristians a l'Europa de l'Est.
La revolta bosniana va ser una revolta dels terratinents bosnians contra l'Imperi Otomà per les reformes implementades pel sultà per abolir els ayan en 1831. Tot i guanyar diverses victòries notables, els rebels van ser finalment derrotats en una batalla prop de Sarajevo el 1832. La discòrdia interna va contribuir al fracàs de la rebel·lió, perquè Husein Gradaščević no va ser recolzat per gran part de la noblesa hercegovina. Com a resultat, Alí Paixà Rizvanbegović va ser nomenat paixà de l'Eyalat d'Hercegovina, que es va separar el 1833 de l'Eyalat de Bòsnia. El sultà va implementar el nou sistema representatiu del paixà, abolint l'antic sistema d'ayan. Els nous representants del paixà eren majoritàriament vells propietaris, però el 1850 Omer Pasha va eliminar completament les antigues famílies de propietaris.
Un aixecament camperol generalitzat el 1875 a Hercegovina es va estendre ràpidament i va arribar a involucrar diversos estats dels Balcans, situació que va portar finalment al congrés de Berlín i al tractat de Berlín el 1878.

### Objectius d'Andrássy
En el congrés de Berlín de 1878, el ministre d'Afers Exteriors de l'Imperi Austrohongarès, Gyula Andrássy, obtingué l'ocupació i administració de Bòsnia i Hercegovina, i també el dret a l'estació de guarnicions al sandjak de Novi Pazar, que va romandre sota administració otomana. El sandjak conservà la separació de Sèrbia (i per tant, les guarnicions austrohongareses no van poder arribar fins a la ciutat de Salònica, que portarien a la meitat occidental dels Balcans sota la influència austríaca permanent).
El 28 de setembre de 1878, el ministre d'Hisenda Koloman von Zell va amenaçar a renunciar si a l'exèrcit, rere el qual es trobava l'arxiduc Albert, se li permetia avançar a Salònica. En la sessió del Parlament hongarès de 5 de novembre de 1878, l'oposició proposà que el ministre d'Afers Exteriors havia de ser sotmès a judici polític per violar la Constitució per la seva política al Pròxim Orient i la crisi per l'ocupació de Bòsnia i Hercegovina. La moció es va perdre per 179 a 95. Fou una de les més greus acusacions formulades contra Andrássy.

## L'estat austrohongarès (del1878al1918)

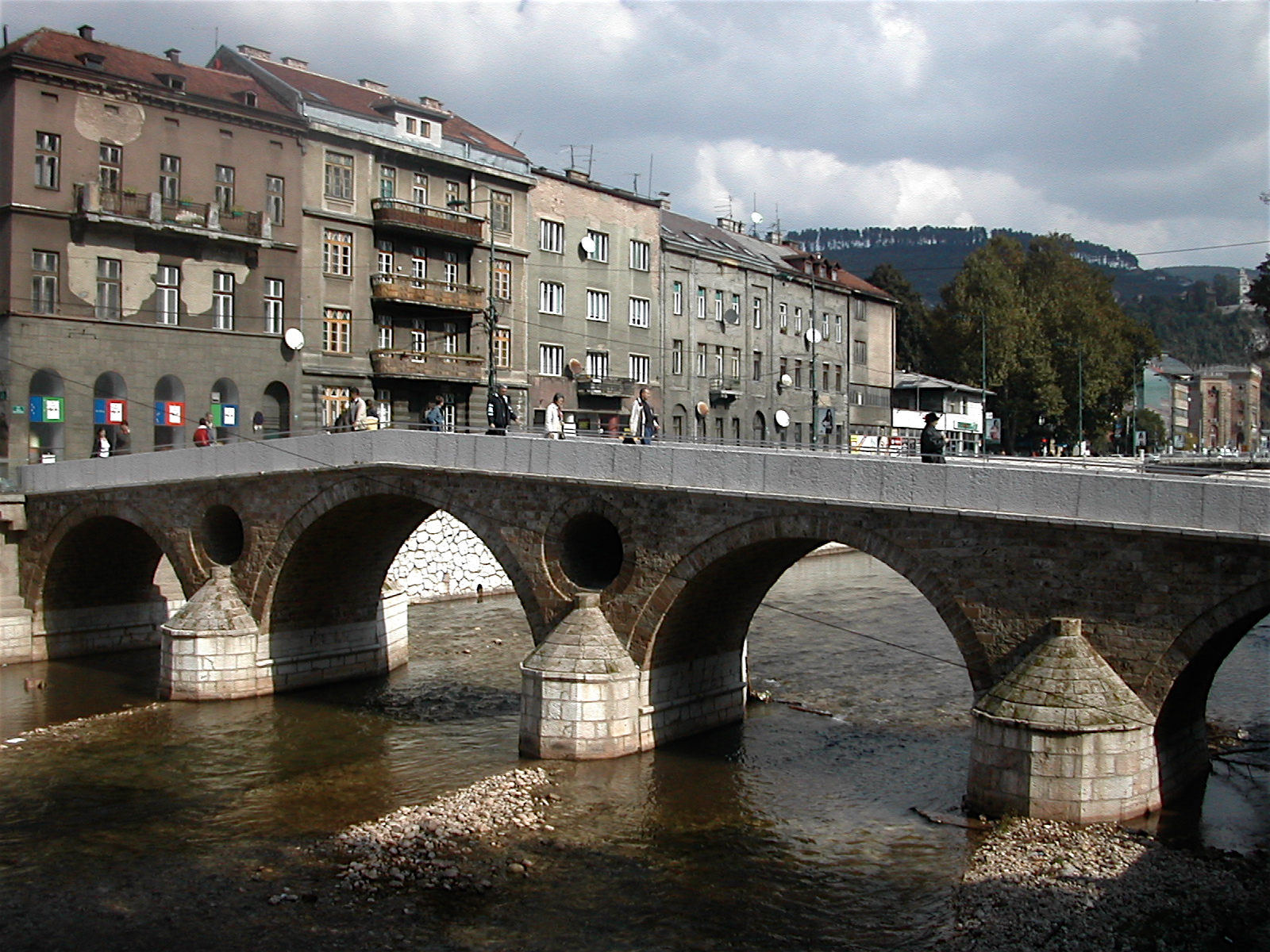
Pont Llatí de Sarajevo, lloc on fou assassinat Francesc Ferran

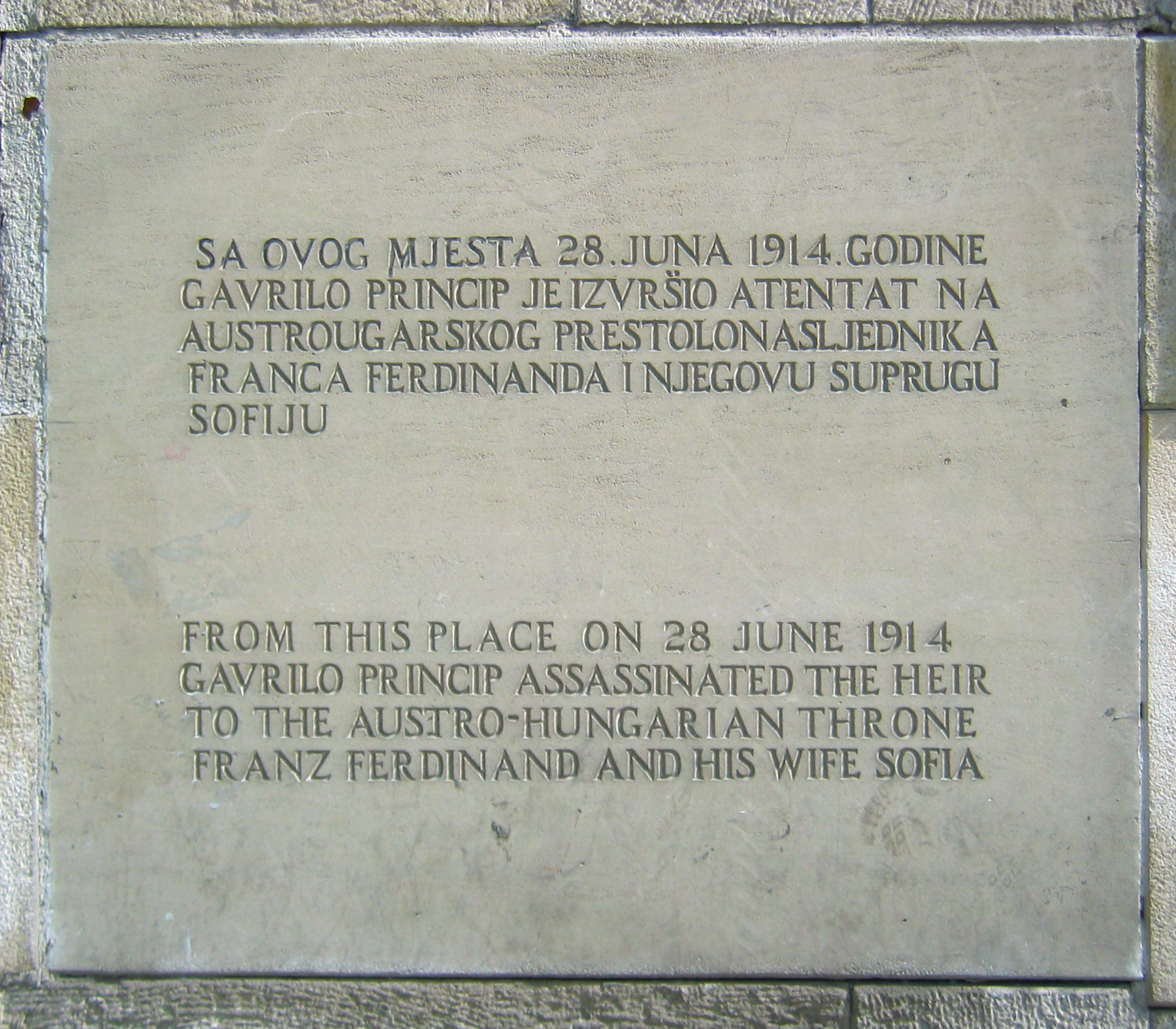
Placa commemorativa a Sarajevo, que diu: "En aquest pont, el 28 de juny de 1914, Gavrilo Princip assassinà l'hereu del tron austrohongarès Francesc Ferran i la seva esposa Sofia"

Encara que una part d'Àustria-Hongria ràpidament va arribar a un acord amb els bosnians, les tensions van romandre en certes parts del país (sobretot a Hercegovina) i gran part dels habitants hercegovins emigraren fora del país. No obstant això, ben aviat s'assolí un estat de relativa estabilitat i les autoritats austrohongareses foren capaces de portar a terme una sèrie de reformes socials i administratives que pretenien fer de Bòsnia i Hercegovina una "colònia model".
Amb l'objectiu d'aconseguir que Bòsnia fora una província amb un model polític estable que ajudara a dissipar l'augment del nacionalisme eslau al sud dels Balcans, els Habsburg treballaren molt intensament per elaborar una codificació de lleis, per introduir noves pràctiques polítiques, i en general per modernitzar el govern austrohongarès. També es construïren tres esglésies catòliques a Sarajevo, que aconseguiren que el nombre d'esglésies a Bòsnia i Hercegovina arribara a vint.
En els tres anys d'ocupació formal de Bòsnia i Hercegovina per l'Imperi Austrohongarès, l'annexió d'aquestes províncies fou acceptada per part de les principals potències europees (l'Imperi alemany i el rus) el 1881, i Àustria-Hongria obtingué als anys següents molt més de prestigi internacional del que tenia. L'annexió va ser ratificada formalment amb el tractat de Dreikaiserbund, el 18 de juny del mateix any. Mesos després de l'adhesió, els russos no compliren l'acord, i es demanà el 1897 la necessitat d'un examen especial de la situació de Bòsnia després de l'annexió.
Els afers externs començaren a afectar les relacions entre el Protectorat de Bòsnia i Àustria-Hongria. Un sagnant cop d'estat ocorregué a Sèrbia (que es trobava molt influenciada pels austríacs) el 10 de juny de 1903, provocat per un govern radical antiaustríac que va reunir el poder a Belgrad. L'intent dels serbis de crear un estat unificat dels pobles eslaus als Balcans, governat des de Belgrad, guanyà poc de suport entre la majoria de la població de Bòsnia i Hercegovina, i només fou defensat per la minoria ortodoxa. A més, la revolta en l'Imperi Otomà el 1908 ocasionà que el govern d'Istanbul expressara la seva intenció de recuperar Bòsnia i Hercegovina. Aquests factors portaren Viena a trobar una solució permanent del problema bosnià, més d'hora que tard.
El 2 de juliol de 1908, en resposta, el ministre d'Afers Exteriors de Rússia, Alexander Izvolski, oferí donar suport a l'annexió de Bòsnia i Hercegovina pels austrohongaresos, a canvi que Viena donara llibertat de pas a les seues naus per travessar per l'estret dels Dardanels i arribar a la Mediterrània. Els russos van mantindre la seva promesa i, després d'esperar uns mesos, es va fer oficial el suport rus a l'annexió el 6 d'octubre de 1908. Aquestes declaracions provocaren la consternació d'anglesos i francesos, que demanaren una conferència, que mai es va materialitzar i aquestos dos també hagueren d'acceptar la inclusió de Bòsnia i Hercegovina com a protectorat de l'Imperi Austrohongarès el març de 1909.
Les tensions polítiques causades per aquests fets culminaren el 28 de juny de 1914, quan un estudiant serbi de la joventut nacionalista, Gavrilo Princip, assassinà l'hereu del tron austrohongarès, l'arxiduc Francesc Ferran i la seva esposa, durant una desfilada a Sarajevo (aquest esdeveniment fou el casus belli que desembocà en l'esclat de la Primera Guerra Mundial). En aquest conflicte, encara que alguns bosnians van morir servint en els exèrcits dels diferents estats en guerra, Bòsnia i Hercegovina se les va arreglar per escapar del conflicte relativament fora de perill.

## La primera Iugoslàvia (del1918al1941)

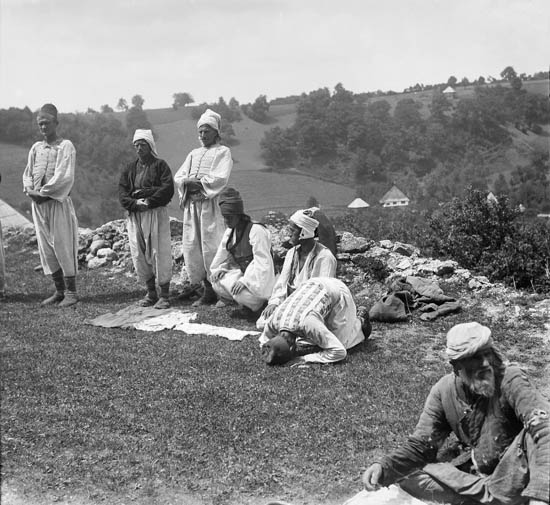
Bosnians el 1904

Després de la guerra, l'Imperi Austrohongarès (i a causa de la derrota en el conflicte) es desintegrà i formà els estats d'Àustria, Hongria, Txecoslovàquia, Ucraïna, Polònia, Croàcia, Eslovènia i Bòsnia (a més d'altres regions que s'integraren en estats ja existents). Aquests tres últims s'integraren en un nou estat junt amb Sèrbia i Montenegro, formaren el Regne dels serbis, croats i eslovens que finalment, el 1929, s'anomenà Regne de Iugoslàvia, amb capital a Belgrad.
La vida a Bòsnia i Hercegovina des de llavors s'ha caracteritzat per dues tendències principals: gran malestar social i econòmic sobre la redistribució dels terrenys, i la formació de diversos partits polítics que canviaven sovint de coalició i aliances amb els partits d'altres zones iugoslaves. Els conflictes no cessaven en l'estat iugoslau a causa de la centralització sèrbia de la resta d'estats.
Tot i que hi havia més de tres milions de bosnians a Iugoslàvia (superant en nombre la suma d'eslovens i montenegrins), el seu autogovern fou denegat per Belgrad. Encara que la divisió territorial inicial en trenta-tres províncies completament noves pretenia esborrar la presència dels nacionalismes i les regions tradicionals, els esforços de polítics bosnians i hercegovins, com Mehmed Spaho, asseguraren que les sis entitats en què estava dividida Bòsnia i Hercegovina durant l'època otomana es mantingueren, aquestes noves regions s'anomenaren banats.
La consolidació del Regne de Iugoslàvia el 1929, però, va portar a la signatura per part dels banats de Croàcia i Sèrbia del polèmic acord de Cvetkovic, que pretenia partir Bòsnia i Hercegovina en dues regions i ser traspassades als estats croat i serbi. Açò produí grans tensions que arruïnaren l'autoritat del govern de Belgrad i crearen disturbis en totes les capitals iugoslaves que debilitaren la seua defensa contra els atacs exteriors, i aquest fet fou aprofitat per l'Alemanya nazi d'Adolf Hitler: planejà la invasió de Iugoslàvia que, després de l'inici de la Segona Guerra Mundial el 1939, es va fer efectiva el 6 d'abril de 1941.

## LaSegona Guerra Mundial(del1941al1945)

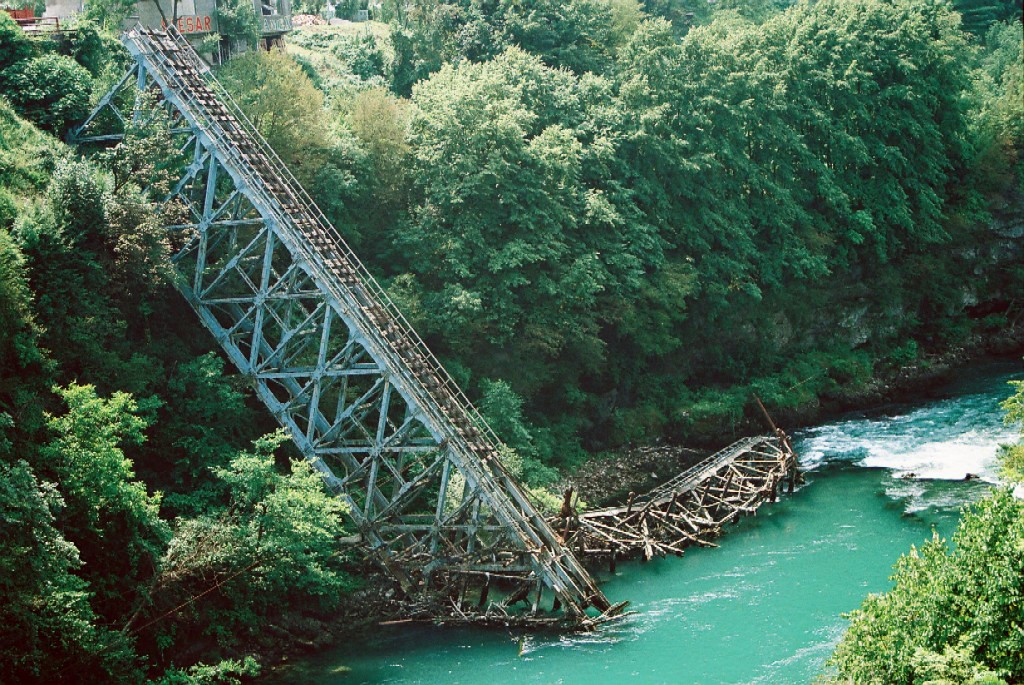
Pont de ferrocarril sobre el riu Neretva destruït després de la guerra

Una vegada que el Regne de Iugoslàvia va ser conquerit per les forces nazis durant la Segona Guerra Mundial, Bòsnia i Hercegovina fou cedit a l'estat Independent de Croàcia, un estat titella nazi. Els dirigents croats s'embarcaren en una campanya de "neteja ètnica" amb què pretenien exterminar jueus, serbis, gitanos, comunistes i un gran nombre dels militants de la Lliga de Comunistes de Iugoslàvia de Tito, mitjançant la creació d'una sèrie de camps d'extermini.
Molts serbis de la zona s'aixecaren en armes i es va unir als txètniks, un moviment nacionalista que creà una xarxa de guerrilles contra els comunistes i els civils bosnians musulmans. Els txètniks foren instruïts pels servents del rei iugoslau (a l'exili). Aquests van rebre el suport inicial dels aliats. La majoria dels txètniks eren serbis i montenegrins. Es van cometre actes de "neteja ètnica" contra els bosnians musulmans, sobretot a l'est de Bòsnia.
A partir de 1941, la Lliga de Comunistes de Iugoslàvia, sota la direcció del croat de Josip Broz Tito, organitzà el seu propi grup de resistència multiètnic, els partisans, que van lluitar tant contra l'eix com contra les forces de txètniks. El 25 de novembre de 1943, el Consell Antifeixista d'Alliberament Nacional de Iugoslàvia, amb Tito en la direcció, realitzà una conferència de fundació al municipi bosnià de Jajce, en què es restablí l'estat de Bòsnia i Hercegovina com a república constituent dins la Federació de Iugoslàvia, amb les seues fronteres anteriors al conflicte.
L'èxit militar dels partisans va convèncer els aliats i finalment aquests els oferiren l'adhesió en la Segona Guerra Mundial. Però Tito rebutjà la proposta d'ajuda i basà la resistència iugoslava en les seues pròpies forces. Totes les grans ofensives militars pel moviment antifeixista de Iugoslàvia contra els nazis es portaren a terme a Bòsnia i Hercegovina, i els seus pobles es dugueren la pitjor part de la lluita i foren destruïts completament en la seua majoria.
Finalment, la fi de la guerra va resultar en l'establiment de la República Federal Socialista de Iugoslàvia amb la constitució oficial el 1946. Amb la presa de Bòsnia i Hercegovina als feixistes, es constituí en una de les sis repúbliques del nou estat.

## La Iugoslàvia socialista (1945-1992)

Escut de la república socialista

A causa de la seua posició geogràfica, al centre de la Federació iugoslava, el govern de Tito seleccionà Bòsnia i Hercegovina com a base de la indústria armamentística iugoslava. Això contribuí a una gran concentració de material de defensa, personal i instal·lacions de l'exèrcit (un factor important que determinà el desenvolupament de la Guerra dels Balcans en la dècada del 1990). No obstant això, la situació del país dins de la federació va romandre tranquil·la, pacífica i sobretot, pròspera durant els 60 i els 70. En aquesta última dècada, una forta elit política bosniana fou impulsada per part del govern socialista. La culminació d'aquest desenvolupament econòmic fou l'elecció i posterior celebració dels Jocs Olímpics d'Hivern de 1984 a Sarajevo.
Després de la mort de Tito, per una llarga malaltia, el 4 de maig de 1980, alguns polítics de Bòsnia i Hercegovina com Dzemala Bijedic, Mikulic Branko i Pozderac Hamdija, continuaven treballant pel manteniment del règim comunista a la convulsa Iugoslàvia de l'època, i al seu torn pel manteniment de la sobirania dels bosnians i hercegovins, i per fer els primers passos cap a la independència de Bòsnia. No obstant això, l'estat iugoslau va començar el seu procés de desintegració a causa de les idees nacionalistes cada vegada més creixents en totes les nacions iugoslaves.
Amb la disgregació de la Unió Soviètica i la caiguda del bloc de l'Est a Europa, s'inicià la desintegració de Iugoslàvia; l'antiga doctrina del comunisme començà a perdre-hi potència, i creà una oportunitat perquè els nacionalismes dels Balcans es desenvoluparen i estengueren la seva influència.

## La Guerra de Bòsnia (1992 - 1995)

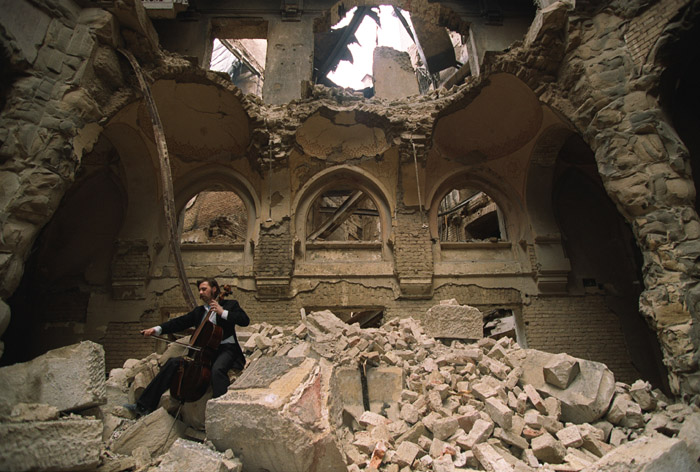
El violoncel·lista Vedran Smailovic toca a la Biblioteca Nacional de Sarajevo, destruïda durant la guerra al 1992

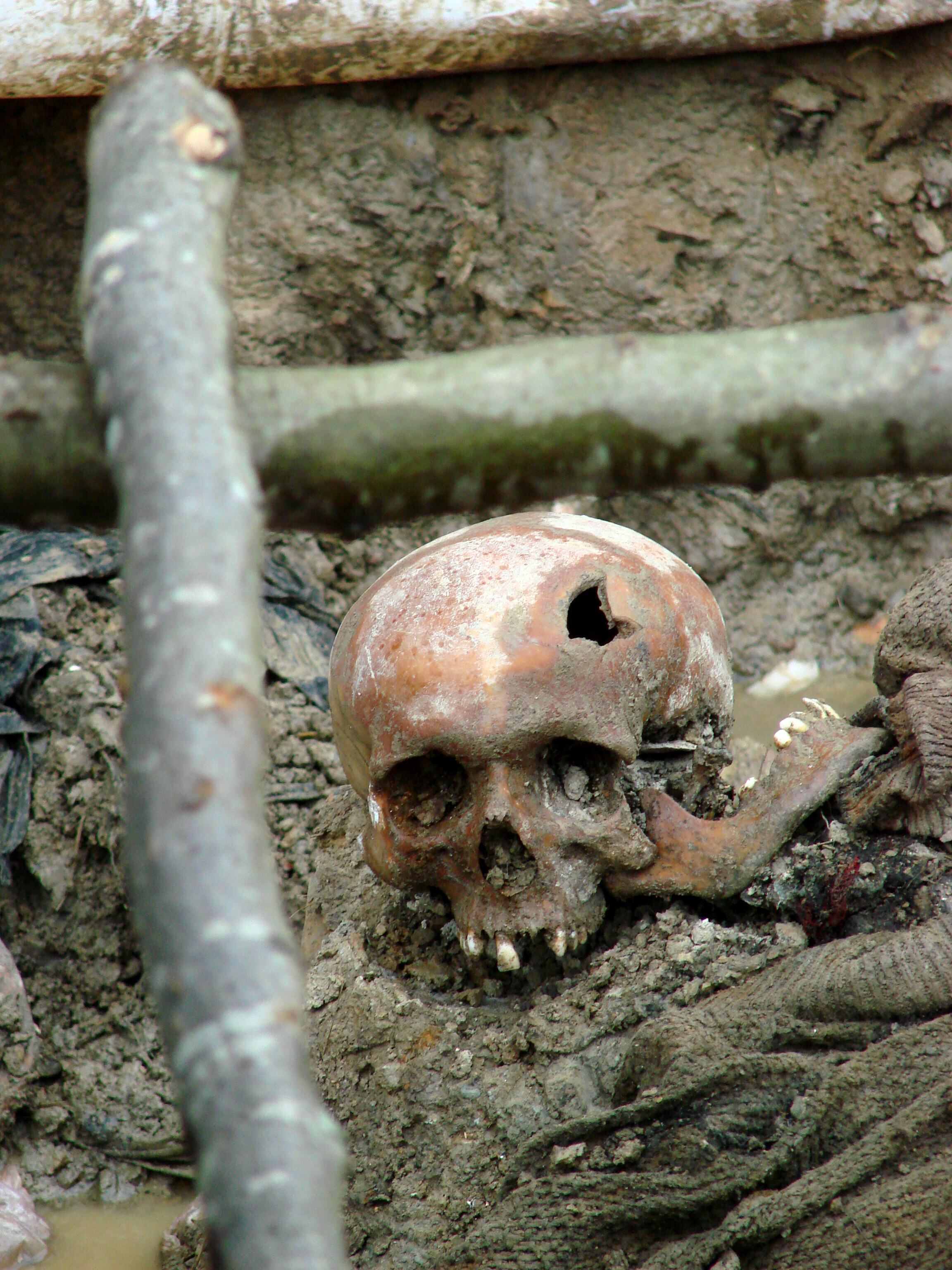
Cadàver en una de les fosses comunes de la matança de Srebrenica

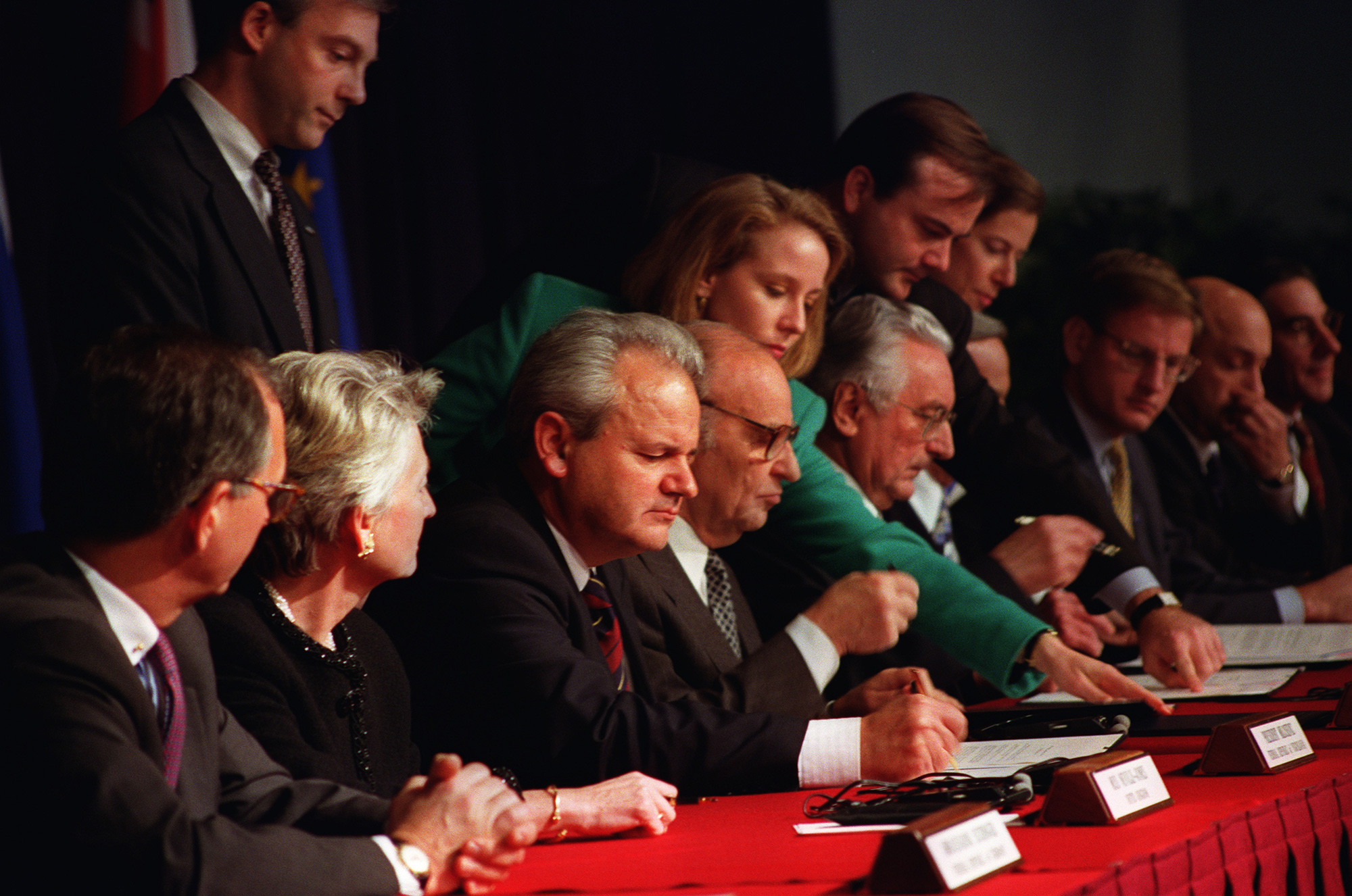
Signatura dels acords de Dayton

Les últimes eleccions al Parlament de Iugoslàvia de 1990 portaren a la creació d'una assemblea nacional dominada per tres partits nacionalistes (entre aquests, la Unió Democràtica Croata), que s'aliaren en coalició per treure els comunistes del poder. A la primavera del 1991, Croàcia i Eslovènia declararen la seua independència i la resta de províncies iugoslaves iniciaren els seus respectius processos d'independència, que prompte desintegraren l'estat dels eslaus del sud. Això deixà Bòsnia i Hercegovina i els seus tres pobles constituents en una posició incòmoda. Ben aviat sorgí la gran qüestió: si seguir dins de la Federació iugoslava, que prompte es convertiria en un estat serbi (opció recolzada, evidentment, pels serbis), o buscar la independència (l'opció dels bosnians i els croats).
En març de 1991 s'iniciaren converses secretes entre Franjo Tudjman i Slobodan Milošević, que tornaren a posar damunt de la taula una vella idea comuna entre serbis i croats, l'acord de Karadjordjevo (la divisió de Bòsnia i Hercegovina en dues i l'adquisició d'aquestes per Sèrbia i Croàcia), però que per segon colp no tiraren endavant. El poc èxit del pacte va promoure la idea dels nacionalismes interiors al país.
Amb Croàcia i Eslovènia ja independents, el febrer de 1992, el Parlament bosnià convocà contra tot pronòstic un referèndum per la independència de Iugoslàvia, que finalment se celebrà l'1 de març. La convocatòria fou àmpliament boicotejada pels serbobosnis; això no obstant, guanyà el sí per un 99,7% amb una participació del 63,4%. Poc després, Bòsnia i Hercegovina declarà la seua independència, fet que inicià els primers esvalots per les protestes del serbis a Sarajevo el 6 d'abril de 1992.
Després de la declaració d'independència de la República de Bòsnia i Hercegovina, els serbis van atacar diferents parts del país. L'administració de l'estat bosnià deixà de funcionar i perdé el control en tot el territori. Els serbis volien totes les terres on hi havia una majoria de serbis, a l'est i l'oest del país.
En conseqüència, els membres serbis del Parlament bosnià (majoritàriament pertanyents al Partit Democràtic Serbi) abandonaren aquest òrgan legislatiu, situat a la capital, i formaren l'anomenada Assemblea Nacional de la República Srpska el 24 d'octubre de 1992, cosa que provocà la dissolució del pacte de govern entre bosnians, serbis i croats al país. Aquesta assemblea establí la República Sèrbia de Bòsnia i Hercegovina el 9 de gener de 1992, que finalment adoptà el nom de República Srpska.
Els croats (que no volien ser menys que els serbis) iniciaren també el procés de creació del seu propi estat independent de Bòsnia i Hercegovina. Així que, el 18 de novembre de 1991, la branca bosniana de la Unió Democràtica Croata (el partit governant a Croàcia) proclamà la sobirania de la nació croata a Bòsnia i Hercegovina, la República Croata d'Herceg-Bòsnia, que es proclamà independent com a "entitat històrica amb una política, cultura, economia i territori propis", amb l'ajuda de forces paramilitars finançades pel govern de Croàcia. Tot aquest embolic no fou més que una cortina de fum per a les vertaderes intencions de Franjo Tudman i de la Unió Democràtica Croata, que volien ampliar les fronteres de l'estat croat. El Tribunal Constitucional de Bòsnia i Hercegovina declarà l'estat fictici, il·legal el 14 de setembre de 1992 i de nou el 20 de gener de 1994. Amb tots aquests esdeveniments, la guerra estava oberta.
La pressió internacional provocà que l'exèrcit popular iugoslau (JNA) es retirara del país, encara que fou tot mentida. En realitat, els membres serbis d'aquesta milícia canviaren d'insígnies i continuaren lluitant, però armats i equipats també per la JNA, a més de rebre voluntaris de les diferents forces paramilitars de Sèrbia i un ampli suport humanitari, logístic i financer de la República Federativa de Iugoslàvia. D'aquesta forma, la República Srpska fou dotada de material per a la guerra que finalment esclatà l'1 d'abril de 1992. En pocs mesos, i gràcies a la nul·la defensa dels bosnians, posaren gran part de Bòsnia i Hercegovina sota el seu control.
Inicialment, les forces sèrbies atacaren la població civil no sèrbia a l'est de Bòsnia. Una vegada que pobles i ciutats eren controlats de manera segura, les forces sèrbies (els militars, policies, paramilitars i fins i tot ciutadans serbis) aplicaven el mateix patró. Les cases i els apartaments bosnians foren sistemàticament saquejats i incendiats, els civils d'aquella mateixa ètnia foren detinguts i, de vegades, colpejats o assassinats en el procés. Es calcula que al final de la guerra s'arribà als 2.200.000 de refugiats (de les tres nacionalitats).
Als campaments, homes i dones estaven separats. Aquestes últimes van romandre en aquests centres de detenció, on van haver de viure en condicions antihigièniques intolerables i sent sotmeses a continus maltractaments i violacions que executaven policies serbis que anaven als campaments solament per escollir una o dues dones i violar-les.
Al juny de 1992, el Consell de Defensa Croat (HVO) inicià una ofensiva contra els bosnians, ja que aquests declararen la República Croata d'Herceg-Bòsnia anticonstitucional. El 18 de juny de 1992, les forces croates assetjaren els municipis de Novi Travnik i Gornji Vakuf, al centre del país, i que prompte controlaren gràcies a la nul·la defensa bosniana. Les escoles i les oficines de correus foren atacades i danyades. L'endemà, el 19 de juny de 1992, els croats enviaren un ultimàtum al govern bosnià. Sota l'amenaça d'afusellament de tota la població de les dues poblacions, demanaven la derogació o modificació de les lleis de Bòsnia i Hercegovina per establir l'estat croat, la seua acceptació i l'expulsió dels bosnians musulmans de tot territori croat en un termini de 24 hores. Aquest fet no causà gens de simpatia a una part dels bosniocroats, els més moderats, que no toleraren la radicalitat dels seus compatriotes.
La situació es tornà més greu l'octubre de 1992, quan els croats atacaren el municipi, pròxim als anomenats anteriorment, de Prozor, i altres pobles del voltant, on les forces de l'HVO, comandades per Jadranka Prlić, iniciaren una "neteja ètnica", exterminant tots els civils bosnians musulmans. En resposta a estes accions, els alcaldes de les ciutats de majoria bosniana, com Sarajevo o Zenica, ordenaren l'expulsió de tots els ciutadans croats i que en molts casos es convertiren en assassinats en massa o en deportacions a improvisats camps de concentració.
El 1993, tota la tensió acumulada en els governs bosnians i croats esclatà en un horrorós conflicte armat a Sarajevo. Conflicte, gràcies al qual, la República Srpska aconseguí els seus propòsits de control del país, arribant al 70%. La "neteja ètnica" i violacions dels drets humans contra els no serbis van ser rampants en aquestes àrees. En l'actualitat, diverses investigacions amb moderns equips d'ADN s'han utilitzat per a recopilar proves de les atrocitats comeses per les forces sèrbies durant aquestes campanyes. L'exemple més destacat n'és la massacre de Srebrenica, declarada com a genocidi pel Tribunal Penal Internacional per a l'antiga Iugoslàvia. S'estima que 200.000 bosnians van ser assassinats per les autoritats polítiques sèrbies en aquesta matança.
El març de 1994, la signatura dels acords de Washington entre els líders del govern d'Herceg-Bòsnia i els territoris bosnians portà a la creació de la Federació de Bòsnia i Hercegovina, que absorbí el territori d'aquestes dues entitats, a més de la província autònoma de Bòsnia occidental. Aquest nou estat tingué com a eina de protecció l'exèrcit de la República de Bòsnia i Hercegovina.
Una campanya de bombardejos de l'Organització del Tractat de l'Atlàntic Nord (OTAN) s'inicià l'agost de 1995 contra l'exèrcit de la República Srpska, després de la massacre de Srebrenica. Al mateix temps, una ofensiva terrestre conjunta per les forces de Croàcia i Bòsnia i Hercegovina, amb base al municipi de Split. Aquest exèrcit va empènyer, en poc més de dues setmanes, fora del territori, els serbis. Aquest assoliment aconseguí aplanar el camí a les negociacions.
El novembre de 1995, la signatura dels acords de Dayton a Dayton (Ohio), pels presidents de Bòsnia i Hercegovina (Alija Izetbegović), Croàcia (Franjo Tudjman) i Sèrbia (Slobodan Milošević), portà a la fi de la guerra i establí l'estructura política de la Bòsnia i Hercegovina actual. El nombre de víctimes identificades es troba actualment en 97.207; encara que les investigacions independents recents estimen el nombre total en més de 110.000 morts (tant civils com militars), i 1,8 milions de desplaçats. Aquestes xifres estan sent abordades per la Comissió Internacional sobre Persones Desaparegudes.
El mateix any, el Tribunal Penal Internacional per a l'antiga Iugoslàvia afirmà que es demanarien responsabilitats als governs de la República de Bòsnia i Hercegovina, de Croàcia i de la República Federativa de Iugoslàvia (després, Sèrbia i Montenegro).
El govern de la República de Bòsnia i Hercegovina acusà Sèrbia de complicitat en el genocidi bosnià davant el Tribunal Internacional de Justícia. La seua resolució, dictada el 26 de febrer de 2007, determinà efectivament la naturalesa de la guerra per ser internacional, encara que exonerà Sèrbia de responsabilitat directa en el genocidi comès per les forces sèrbies de la República Srpska. La Cort Internacional de Justícia va arribar a la conclusió, però, que Sèrbia no previngué el genocidi comés.
Els jutges van dictaminar que els criteris de genocidi amb la intenció específica (dolus specialis) de destruir els musulmans de Bòsnia i Hercegovina es van complir només a Srebrenica i a Bòsnia oriental el 1995. El tribunal va concloure que els crims de guerra comesos durant la guerra poden constituir crims de lesa humanitat segons el dret internacional, i que aquests actes constitueixen genocidi. La cort va decidir, a més, que després de la declaració d'independència de Montenegro, el maig de 2006, es modificara el dictat de genocidi dient-hi que "els crims de guerra foren comesos per Sèrbia i no per Sèrbia i Montenegro".

### Víctimes
| Total 97.214          | Bosnians | 64.341 | 66,2% |
| Total 97.214          | Serbis   | 24.726 | 25,4% |
| Total 97.214          | Croats   | 7.602  | 7,8%  |
| Total 97.214          | Altres   | 547    | 0,5%  |
| Civils totals 39.685  | Bosnians | 33.071 | 83,3% |
| Civils totals 39.685  | Serbis   | 4.075  | 10,2% |
| Civils totals 39.685  | Croats   | 2.163  | 5,4%  |
| Civils totals 39.685  | Altres   | 376    | 0,9%  |
| Soldats totals 57.529 | Bosnians | 31.270 | 54,4% |
| Soldats totals 57.529 | Serbis   | 20.649 | 35,9% |
| Soldats totals 57.529 | Croats   | 5.439  | 9,5%  |
| Soldats totals 57.529 | Altres   | 171    | 0,3%  |

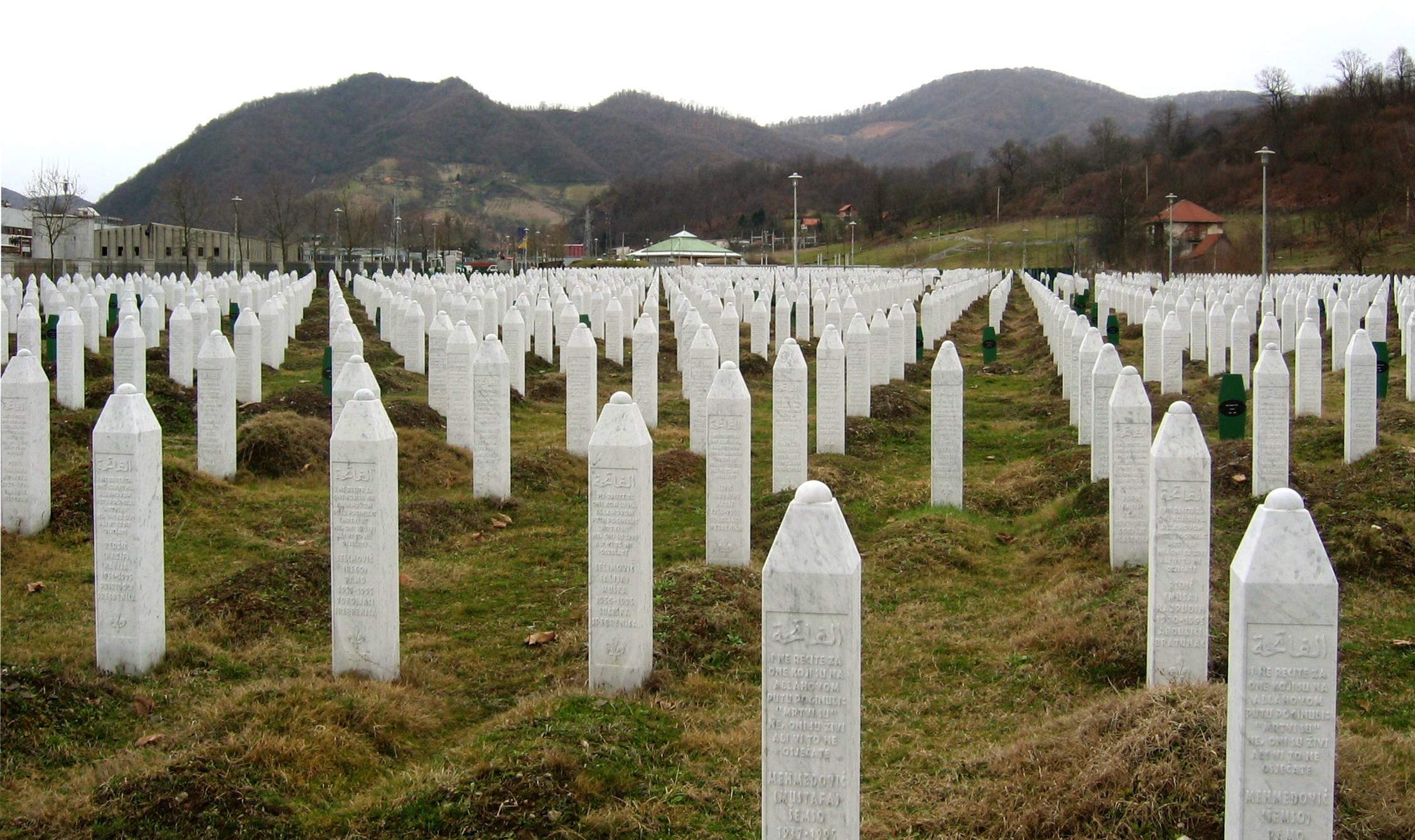
Memorial de la matança de Srebrenica

Hi ha una sèrie d'estimacions diferents pel que fa a les baixes en la Guerra de Bòsnia. En general en totes les investigacions, s'inclouen els morts oficials dins de la guerra, així com les víctimes per homicidi il·legítim durant el mateix període. Algunes de les xifres dels homicidis il·legítims s'han publicat com a part dels assajos dels culpables de crims de guerra, crims de lesa humanitat i genocidi. Per exemple, s'ha declarat que 102.622 persones moriren durant la guerra i que uns 8.000 d'ells van ser assassinats durant la massacre de Srebrenica. No obstant això, les xifres donades per diferents fonts varien considerablement. Per exemple, el govern de Bòsnia i Hercegovina ha declarat que fins a 200.000 persones hi van perdre la vida.
En una declaració el 23 de setembre de 2008 a la 63a sessió de l'Assemblea General de les Nacions Unides, el doctor Haris Silajdzic, com a cap de la delegació de Bòsnia i Hercegovina digué:
| « | Segons les dades del Comitè Internacional de la Creu Roja, 200.000 persones moriren. 12.000 d'ells eren xiquets, fins a 50.000 dones foren violades i 2.200.000 habitants es van veure obligats a fugir de sa casa. Aquest sí que fou un vertader genocidi. | » |

## L'actualitat(des del1995)
Després de la signatura dels acords de Dayton, el nou estat de Bòsnia i Hercegovina quedà distribuït en dues regions autònomes, la Federació de Bòsnia i Hercegovina, de majoria bosniana i croata, i la República Srpska, de majoria sèrbia. El territori nacional quedà sota control militar de la Força d'Implementació (la IFOR), una milícia internacional de l'OTAN.
Ben entrat el 1998 un exèrcit menor d'uns 14.000 soldats anomenat SFOR (Forces d'Estabilització) succeí la IFOR, la missió del qual era impedir la represa de les hostilitats per part dels tres grups ètnics (bosnians, serbobosnis i bosniocroats).
El 2004 les Forces d'Estabilització foren substituïdes per d'altres de l'Estat Major de la Unió Europea, l'EUFOR Althea (de 7.000 soldats), que a més de tindre tropes d'estats de la Unió Europea, en té del Canadà i dels Estats Units. Les principals finalitats del desplegament europeu de tropes són l'estabilitat del país, l'anul·lació de possibles hostilitats, la lluita contra el crim organitzat i trobar els criminals de guerra com Ratko Mladic i Radovan Karadzic, generals de l'exèrcit de la República Sèrbia. Aquest últim fou detingut 21 de juliol de 2008 a Belgrad; el primer continua pròfug.
Al llarg del segle xxi, s'han trobat fosses comunes arreu del territori bosnià, i aquest fet provoca que les ferides de la guerra continuen sagnant. Per aquest motiu, i gràcies a la mort de Franjo Tuđman (expresident de Croàcia i mort el 1999) i de Slobodan Milošević (expresident de Sèrbia i mort el 2006), els governs d'estos dos països demanaren disculpes pels atacs i crims de guerra comesos als bosnians.

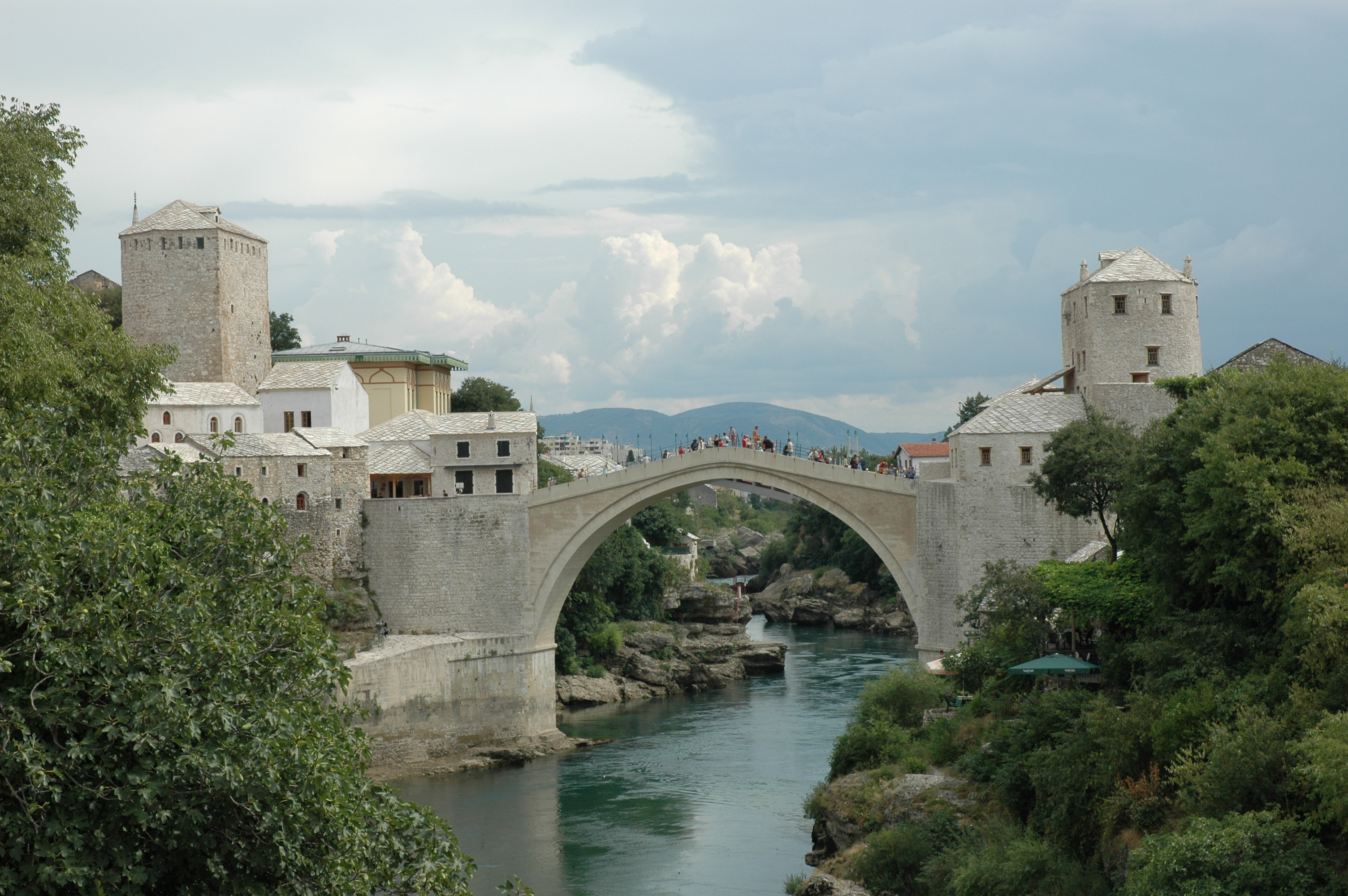
El pont Vell de Mostar reinaugurat el 2004

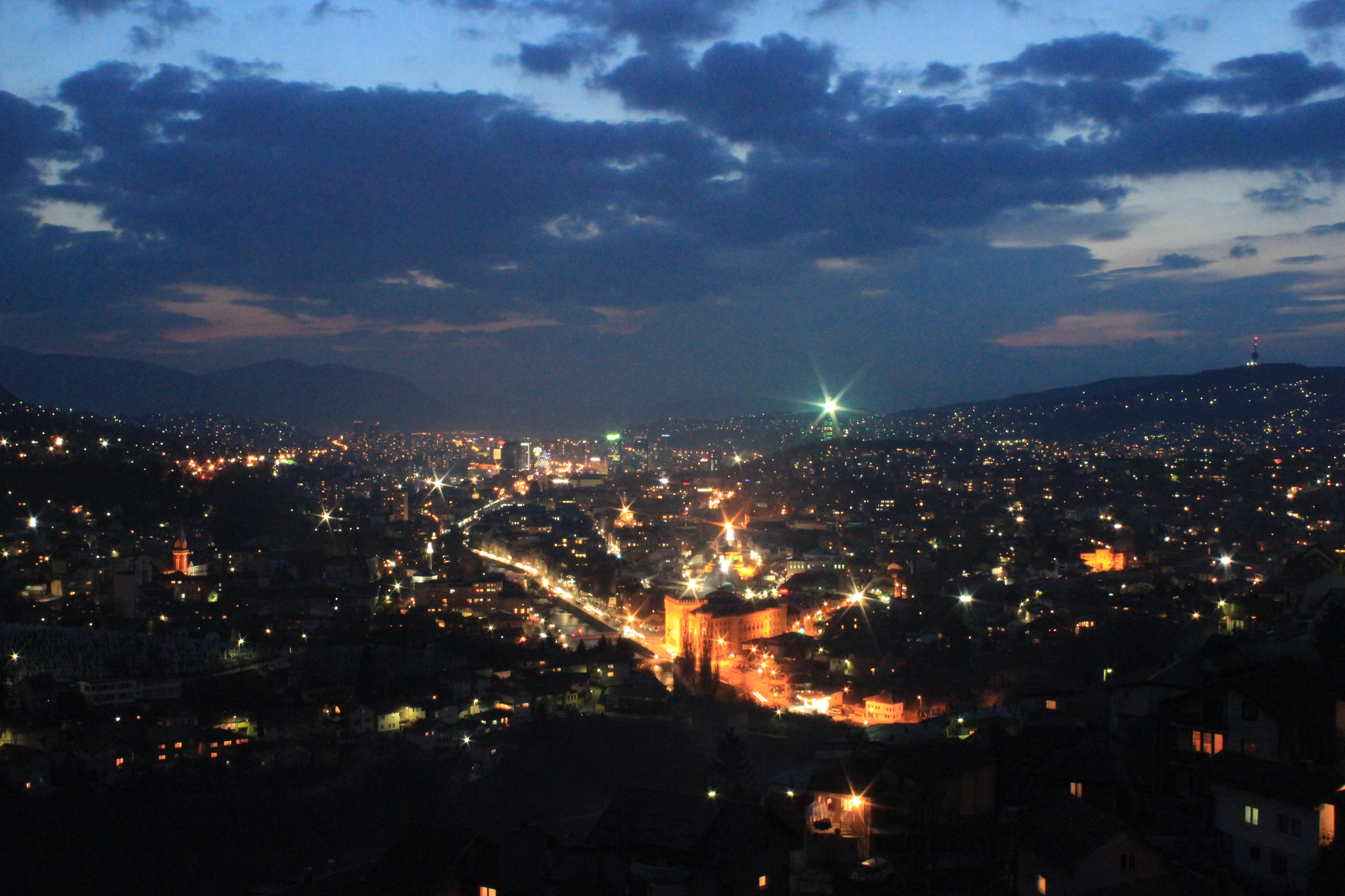
Panoràmica de Sarajevo de nit

Pel que fa al camp polític, Bòsnia i Hercegovina realitzà les primeres eleccions democràtiques després de la guerra el 14 de setembre de 1996. La nació bosniana escollí Alija Izetbegovic, Kresimir Zubak i Momcilo Krajisnik com a membres del Consell de Govern de Bòsnia i Hercegovina amb una participació de 2.311.998 persones. Cada quatre anys tornen a realitzar-se noves eleccions.
En referència a l'esfera econòmica, l'economia bosniana està transformant-se cap al sistema de mercat, ja que encara hi queden vestigis de l'economia socialista iugoslava, l'anomenat socialisme de mercat. No obstant això, el creixement econòmic, que s'estancà per l'aïllament exterior en finalitzar la guerra, ha començat a remuntar gràcies al desenvolupament del turisme i de la indústria.
Finalment, pel que fa a l'àmbit cultural, el president de la Comissió Europea Romano Prodi presentà, el 2004, el Pla de Rehabilitació Integral del Patrimoni Arqueològic de Bòsnia i Hercegovina, que lluita (també actualment) per la preservació i conservació de més de 20 grans construccions històriques que foren destruïdes durant la guerra, i també per la recopilació de nous documents per tornar a omplir les buides prestatgeries de les biblioteques i museus, que foren cremats en la seua majoria. Potser l'obra més significativa ja restaurada és el pont Vell de Mostar, que s'acabà de reconstruir el 2006.